# Pozor (Zagreb, 1881.)
Pozor je bio hrvatski dnevnik iz Zagreba. Ove novine su počele izlaziti 1881., a prestale su izlaziti 1885. godine. Nastavak su zagrebačkog dnevnog lista Obzora.
Bio je tiskan u Dioničkoj tiskari. Vlasnik i odgovorni urednik je bio Klement Božić.
Uređivali su ga Klement Božić i Milan Grlović.
List je nastavio izlaziti u Zagrebu od 1886. kao Obzor.
Zbog političkih pritisaka između 1860. i 1886. i za vlasti bana Levina Raucha list je nekoliko puta mijenjao ime, varirajući u imenu Pozor i Obzor, a od 1. siječnja 1886. stalno izlazi pod ovim imenom sve do početka Drugog svjetskog rata.